# É Preciso Saber Viver
"É Preciso Saber Viver" é uma canção composta por Roberto Carlos e Erasmo Carlos, originalmente gravada pela banda Os Vips no álbum As 14 Mais – Vol XXII e, mais tarde, regravada pelo próprio Roberto em 1974 no álbum Roberto Carlos.

## Versão de Titãs
"É Preciso Saber Viver" foi regravada pelos Titãs em 1998 no álbum Volume Dois. Na gravação dos Titãs, os vocais extras foram feitos pelo grupo Fat Family. A versão do grupo de rock também recebeu um videoclipe, dirigido pela Conspiração Filmes, além de ser usada como trilha sonora da telenovela Pecado Capital, da Rede Globo. Quando foi lançada, foi a mais tocada nas rádios de São Paulo, Florianópolis, Porto Alegre, Curitiba e Santos; a segunda mais tocada no Rio de Janeiro e Recife; e a terceira mais tocada em Belo Horizonte. No Brasil em geral, foi a quarta.
No Prêmio Multishow de Música Brasileira 1999, a canção venceu na categoria Música do Ano, além de ser indicada em Melhor Clipe.